# Psychotria jinotegensis
Psychotria jinotegensis là một loài thực vật có hoa trong họ Thiến thảo. Loài này được C.Nelson & al. miêu tả khoa học đầu tiên năm 1980.